# مرکز شهر اتاوا
مرکز شهر اوتاوا (فرانسوی: Centre-Ville d'Ottawa‎) منطقه مرکزی اتاوا، انتاریو، کانادا است. گاهی اوقات از آن به عنوان منطقه تجاری مرکزی یاد می‌شود و شامل منطقه مالی اتاوا است. از شمال با رود اتاوا، از شرق با کانال ریدو، از جنوب به خیابان گلاستر و از غرب با خیابان برونسون همسایه است. این منطقه و محله مسکونی در جنوب نیز به‌طور محلی به عنوان سنترتاون "Centretown" شناخته می‌شود. جمعیت کل منطقه ۴۸۷۶ نفر (سرشماری ۲۰۱۶) است.